# バクモン学園
『バクモン学園!!住んでみた。』（バクモンがくえん すんでみた）は、テレビ朝日で2017年4月4日（3日深夜）から2018年3月27日（26日深夜）まで毎週火曜0:15 - 0:45（月曜深夜、JST）に放送されていたバラエティ番組で、爆笑問題の冠番組である。同年3月24日（金曜）23:15 - 翌0:15に先行特番が放送された。同年9月26日（25日深夜）までは『バクモン学園〜鬼教師・太田と委員長・田中と芸人30人の物語〜』（バクモンがくえん おにきょうし・おおたといいんちょう・たなかとげいにんさんじゅうにんのものがたり）の番組名で放送されていた。

## 概要
最初に『バクモン学園』の前身が開校したのは、2010年4月18日に『爆問学園 イキすぎ!規則委員会』として、『お願い!ランキング』の1コーナー「やりすぎ校則認定委員会」をまとめたものの紹介部分だけをクイズ形式で特番化し計4度臨時開校後、7年間休校。レギュラー番組版は同学園名を使用しての内容変更・再開校となる。

### バクモン学園〜鬼教師・太田と委員長・田中と芸人30人の物語〜
若手芸人が宿題としてスマホを使って1分以内のおもしろ動画や写真を撮影。全ての動画を鬼教師・太田が見て厳選し、ランキングを作成。上位作品に選ばれたものだけがOAされるという内容だった。お願い!ランキングで「若手芸人ブレイク動画ランキング」として放送されることがある。
桑田佳祐はいち視聴者としてこの時期の『バクモン学園』のフォーマットを気に入っており、親交がある太田に「バクモン学園最高!」という内容のメールを送ったというエピソードが存在する。

### バクモン学園!!住んでみた。
2017年9月29日放送の特番よりリニューアル。鬼教師・太田の指令により、若手芸人が日本のとある秘所に数日間滞在し、その場所が抱えている問題や謎を調査。その模様を委員長・田中らと共にモニタリングする。

## 出演者
- 鬼教師 - 太田光（爆笑問題）
- 副担任 - 田中萌（テレビ朝日アナウンサー）※レギュラー番組版
- 学級委員長 - 田中裕二（爆笑問題）

## 放送リスト

### 特番
| 放送日 （テレビ朝日） | 生徒 | 備考                                                       |
| --------------------- | --- | ---------------------------------------------------------- |
| 2010年 4月18日        | 伊集院光、陣内智則、真琴つばさ、宮本和知、山田親太朗、吉澤ひとみ | バクモン学園!いきすぎ規則委員会                            |
| 2010年 6月27日        | サンドウィッチマン、博多華丸・大吉、市川亀治郎、平山あや、渡部陽一、田中要次、U字工事、角田龍平 | 爆問企画ファクトリー イキすぎ!学園                         |
| 2010年 10月3日        | カンニング竹山、ミッツ・マングローブ、山中秀樹、野性爆弾、志田未来、鳥居みゆき | 爆問学園イキすぎ!規則委員会                                |
| 2010年 12月17日       | ピース、アンジャッシュ、武田修宏、指原莉乃（出演当時AKB48）、吉田たかよし | 爆問学園 イキすぎ!規則委員会                               |
| 2017年 3月24日        | アイデンティティ、尼神インター、ANZEN漫才、ウエスP、Aマッソ、カミナリ ジャッキーちゃん、シューマッハ、脳みそ夫、馬鹿よ貴方は、バッドナイス常田、ハナコ はなしょー、ミキ、もりせいじゅ、ゆりやんレトリィバァ、ラフレクラン、ラブレターズ | バクモン学園～鬼教師・太田と委員長・田中と芸人30人の物語～ |
| 2017年 9月29日        | アイデンティティ、土佐兄弟、馬鹿よ貴方は、ペンギンズ、マテンロウ | バクモン学園!!住んでみた。                                 |
| 2017年 12月29日       | アイデンティティ、Aマッソ、ペンギンズ、やしろ優、あき竹城、東尾理子、光浦靖子 | バクモン学園!!住んでみた。                                 |

### レギュラー放送
| 1  | 2017年 4月4日  | 春               | アイデンティティ、ウエストランド、ウエスP、Aマッソ、大松絵美、ジグザグジギー ジャッキーちゃん、シューマッハ、ダブルアート、西村ヒロチョ、馬鹿よ貴方は、バーゲンセール ピスタチオ、ペンギンズ、マツモトクラブ、もりせいじゅ、ラフレクラン、ラブレターズ                      |                  |
| 2  | 2017年 4月11日 | 挑戦             | アイデンティティ、インポッシブル、ウエスP、Aマッソ、ガチャガチャ、祇園 空気階段、ZAZY、ジグザグジギー、ジャッキーちゃん、シューマッハ、脳みそ夫 馬鹿よ貴方は、ピスタチオ、マスオチョップ、マツモトクラブ、もりせいじゅ、ラフレクラン                                        | [ 6 ]            |
| 3  | 2017年 4月18日 | チャンス         | インポッシブル、ウエスP、Aマッソ、お侍ちゃん、オダウエダ、鬼越トマホーク 桜 稲垣早希、サンシャイン池崎、ジェラードン、ジャッキーちゃん、シューマッハ、XXCLUB 西村ヒロチョ、馬鹿よ貴方は、ペンギンズ、☆まかりな☆、ゆったり感、ラフレクラン                                   |                  |
| 4  | 2017年 4月25日 | 勝負             | アイデンティティ、ウエスP、ガチャガチャ、ZAZY、ジャッキーちゃん、チョコレートプラネット XXCLUB、ななまがり、ネルソンズ、バーゲンセール、ハブサービス、ブッダマリア ぶらっくさむらい、ペンギンズ、☆まかりな☆、マツモトクラブ、三福エンターテイメント、吉田たち、ラブレターズ |                  |
| 5  | 2017年 5月2日  | 発表             | アイデンティティ、あすまい、ANZEN漫才、ウエスP、ZAZY、さんびーち ジェラードン、ジャッキーちゃん、シューマッハ、新宿カウボーイ、TEAM BANANA、土佐兄弟 脳みそ夫、馬鹿よ貴方は、ピスタチオ、ペンギンズ、ベン山形、☆まかりな☆                                                   |                  |
| 6  | 2017年 5月9日  | サプライズ       | アイデンティティ、ウエスP、うしろシティ、お侍ちゃん、紺野ぶるま、ジャッキーちゃん シューマッハ、スパイク、ダブルアート、XXCLUB、天狗、ニューヨーク 馬鹿よ貴方は、ブッタマリア、マテンロウ、マツモトクラブ、八幡カオル、ラフレクラン                                         |                  |
| 7  | 2017年 5月16日 | 学問             | あすまい、かつまたじゅんいち、ZAZY、XXCLUB トム・ブラウン、馬鹿よ貴方は、ぶらっくさむらい、ぺこぱ まんぷくフーフー、ゆったり感、吉田たち、ラフレクラン |                  |
| 8  | 2017年 5月23日 | 夢               | Aマッソ、金井貴史、かんちゃま、コーヒールンバ なおよし、バーゲンセール、ふみつけ大将軍、ぺこぱ ペンギンズ、ベン山形、松尾アトム前派出所、マツモトクラブ | [ 7 ]            |
| 9  | 2017年 5月30日 | オススメ         | アイデンティティ、オジンオズボーン、GO!皆川、こじらせハスキー 小杉まりも、ジグザグジギー、ダブルアート、天狗 土佐兄弟、松尾アトム前派出所、やさしい雨、ラブレターズ |                  |
| 10 | 2017年 6月6日  | オリジナル       | 尼神インター、サンシャイン池崎、プラス・マイナス、ペンギンズ、ミキ | 特別編           |
| 11 | 2017年 6月13日 | 発見             | 相席スタート、ウメ、新宿カウボーイ、流コウキ なすなかにし、XXCLUB、バイク川崎バイク、ペンギンズ まんぷくフーフー、ゆったり感、ラフレクラン、和牛 |                  |
| 12 | 2017年 6月20日 | 告白             | アイデンティティ、尼神インター、河口こうへい、ZAZY ジェラードン、シューマッハ、とろサーモン、ニューヨーク 馬鹿よ貴方は、松尾アトム前派出所、ラニーノーズ、和牛 |                  |
| 13 | 2017年 6月27日 | 実験             | 桜 稲垣早希、ダブルアート、土佐兄弟、永野 バンビーノ、フルーツポンチ、ペンギンズ、マツモトクラブ | [ 9 ]            |
| 14 | 2017年 7月4日  | 時短             | アイデンティティ、尼神インター、ウエストランド、ウエスP GO!皆川、タイムマシーン3号、チョコレートプラネット、マテンロウ | [ 10 ]           |
| 15 | 2017年 7月11日 | テスト           | 河口こうへい、三四郎、ジェラードン、しずる ニューヨーク、馬鹿よ貴方は、ペンギンズ、ゆーびーむ☆ |                  |
| 16 | 2017年 7月18日 | 大どんでん返し   | アイデンティティ、石出奈々子、コウメ太夫、三四郎 なすなかにし、2700（現・ザ ツネハッチャン）、ニューヨーク、ラブレターズ |                  |
| 17 | 2017年 8月1日  | 夏               | 尼神インター、アルコ&ピース、インディアンス、ペンギンズ、ミキ | 特別編           |
| 18 | 2017年 8月8日  | 戦い             | アイデンティティ、阿佐ヶ谷姉妹、グリフォン國松、小杉まりも ダブルアート、松尾アトム前派出所、マテンロウ、三福エンターテイメント |                  |
| 19 | 2017年 8月15日 |                  | 三四郎、土佐兄弟、ペンギンズ、ミキ、和牛、他 | 夏休み特別企画！ |
| 20 | 2017年 8月22日 | 前代未聞         | アキラ100%、Aマッソ、スリムクラブ、ダブルアート、ペンギンズ |                  |
| 21 | 2017年 8月29日 | 新企画           | アイデンティティ、ジェラードン、とろサーモン、馬鹿よ貴方は、まんぷくフーフー |                  |
| 22 | 2017年 9月5日  | エキサイティング | アイデンティティ、オジンオズボーン、チョコレートプラネット、マツモトクラブ、ラフレクラン |                  |
| 23 | 2017年 9月12日 | 衝撃的           | ZAZY、とろサーモン、ニューヨーク、ペンギンズ、ラブレターズ |                  |
| 24 | 2017年 9月19日 | 心機一転         | アイデンティティ、土佐兄弟、馬鹿よ貴方は、ペンギンズ、マテンロウ |                  |
| 25 | 2017年 9月26日 |                  | アイデンティティ、ジェラードン、土佐兄弟、馬鹿よ貴方は、ペンギンズ、マテンロウ | [ 12 ]           |

| 1  | 2017年 10月3日  | アイデンティティ、土佐兄弟、馬鹿よ貴方は、ペンギンズ、マテンロウ              | ペンギンズがVTR出演。                                   |
| 2  | 2017年 10月10日 | カミナリ、ジェラードン、ダブルアート、馬鹿よ貴方は                            | ジェラードンがVTR出演。                                 |
| 3  | 2017年 10月17日 | カミナリ、サンシャイン池崎、ジェラードン、ダブルアート、馬鹿よ貴方は          | 馬鹿よ貴方はとサンシャイン池崎がVTR出演。               |
| 4  | 2017年 10月24日 | アイデンティティ、尼神インター、Aマッソ、ペンギンズ                           | ペンギンズがVTR出演。                                   |
| 5  | 2017年 10月31日 | アイデンティティ、尼神インター、Aマッソ、ペンギンズ                           | ペンギンズがVTR出演。                                   |
| 6  | 2017年 11月7日  | カミナリ、土佐兄弟、ピーマンズスタンダード                                    | 土佐兄弟がVTR出演。                                     |
| 7  | 2017年 11月14日 | 尼神インター、Aマッソ、とろサーモン、ペンギンズ                               | とろサーモンがVTR出演。                                 |
| 8  | 2017年 11月21日 | Aマッソ、にゃんこスター、プラス・マイナス                                     | AマッソがVTR出演。                                      |
| 9  | 2017年 11月28日 | Aマッソ、にゃんこスター、プラス・マイナス                                     | プラス・マイナスがVTR出演。                             |
| 10 | 2017年 12月5日  | アイデンティティ、とろサーモン、ニューヨーク、ペンギンズ                      | ペンギンズがVTR出演。                                   |
| 11 | 2017年 12月12日 | アイデンティティ、とろサーモン、ニューヨーク                                  | ニューヨークがVTR出演。                                 |
| 12 | 2017年 12月19日 | アイデンティティ、とろサーモン、ペンギンズ、他                                | [ 14 ]                                                  |
| 13 | 2018年 1月9日   | カミナリ、土佐兄弟、ピーマンズスタンダード                                    | ピーマンズスタンダードがVTR出演。                       |
| 14 | 2018年 1月16日  | アイデンティティ、Aマッソ、ペンギンズ、やしろ優、あき竹城、東尾理子、光浦靖子 | 保育士の免許を持つスタッフが調査。                      |
| 15 | 2018年 1月23日  | アイデンティティ、Aマッソ、ペンギンズ                                         | AマッソがVTR出演。                                      |
| 16 | 2018年 1月30日  | アイデンティティ、ジェラードン、ペンギンズ                                    | ペンギンズと本坊元児（ソラシド）がVTR出演。             |
| 17 | 2018年 2月6日   | 相席スタート、アイデンティティ、川村エミコ、ペンギンズ                        | 川村エミコと山崎ケイがVTR出演。                         |
| 18 | 2018年 2月13日  | アイデンティティ、カミナリ、ペンギンズ                                        | ペンギンズと本坊元児がVTR出演。                         |
| 19 | 2018年 2月20日  | アイデンティティ、カミナリ、ペンギンズ                                        | アイデンティティがVTR出演。                             |
| 20 | 2018年 2月27日  | アイデンティティ、サバンナ、ペンギンズ、ミキ                                  | 八木真澄がVTR出演。                                     |
| 21 | 2018年 3月6日   | アイデンティティ、ペンギンズ、ミキ                                            | ペンギンズがVTR出演。                                   |
| 22 | 2018年 3月13日  | アイデンティティ、ジェラードン、ペンギンズ                                    | ペンギンズと本坊元児がVTR出演。                         |
| 23 | 2018年 3月20日  | ジェラードン、はなしょー、ラフレクラン                                        | はなしょーがVTR出演。                                   |
| 24 | 2018年 3月27日  | アイデンティティ、ニューヨーク、ペンギンズ                                    | アイデンティティ、ニューヨーク、ペンギンズ、他VTR出演。 |

| 1 | 2017年 10月26日 | お願い     | 尼神インター、Aマッソ、とろサーモン、ブリキカラス、ペンギンズ                  |  |
| 2 | 2017年 11月30日 | ランキング | アイデンティティ、カミナリ、ピーマンズスタンダード、ペンギンズ、マツモトクラブ |  |
| 3 | 2018年 1月19日  | 新年       | アイデンティティ、とろサーモン、ニューヨーク、ハナコ 、ペンギンズ              |  |
| 4 | 2018年 2月16日  | 本気       | アイデンティティ、ジェラードン、東京ホテイソン、ペンギンズ、マヂカルラブリー   |  |
| 5 | 2018年 3月23日  | 卒業       | アイデンティティ、ジェラードン、ペンギンズ、マツモトクラブ、ミキ               |  |

## ネット局
| 放送対象地域 | 放送局         | 系列           | 放送日時                     | 放送開始日    | 備考       |
| ------------ | -------------- | -------------- | ---------------------------- | ------------- | ---------- |
| 関東広域圏   | テレビ朝日     | テレビ朝日系列 | 火曜 0:15 - 0:45（月曜深夜） | 2017年4月4日  | 制作局     |
| 青森県       | 青森朝日放送   | テレビ朝日系列 | 火曜 0:15 - 0:45（月曜深夜） | 2017年4月4日  | 同時ネット |
| 岩手県       | 岩手朝日テレビ | テレビ朝日系列 | 火曜 0:15 - 0:45（月曜深夜） | 2017年4月4日  | 同時ネット |
| 秋田県       | 秋田朝日放送   | テレビ朝日系列 | 火曜 0:15 - 0:45（月曜深夜） | 2017年4月4日  | 同時ネット |
| 福島県       | 福島放送       | テレビ朝日系列 | 火曜 0:15 - 0:45（月曜深夜） | 2017年4月4日  | 同時ネット |
| 長野県       | 長野朝日放送   | テレビ朝日系列 | 火曜 0:15 - 0:45（月曜深夜） | 2017年4月4日  | 同時ネット |
| 沖縄県       | 琉球朝日放送   | テレビ朝日系列 | 火曜 0:15 - 0:45（月曜深夜） | 2017年4月4日  | 同時ネット |
| 山口県       | 山口朝日放送   | テレビ朝日系列 | 火曜 0:42 - 1:12（月曜深夜） | 2017年4月4日  | 遅れネット |
| 新潟県       | 新潟テレビ21   | テレビ朝日系列 | 火曜 0:20 - 0:50（月曜深夜） | 2017年4月11日 | 遅れネット |
| 静岡県       | 静岡朝日テレビ | テレビ朝日系列 | 火曜 0:20 - 0:50（月曜深夜） | 2017年4月18日 | 遅れネット |
| 石川県       | 北陸朝日放送   | テレビ朝日系列 | 日曜 1:30 - 2:00（土曜深夜） | 2017年4月23日 | 遅れネット |
| 福岡県       | 九州朝日放送   | テレビ朝日系列 | 水曜 1:50 - 2:20（火曜深夜） | 2017年4月26日 | 遅れネット |
| 大分県       | 大分朝日放送   | テレビ朝日系列 | 火曜 1:45 - 2:15（月曜深夜） | 2017年7月4日  | 遅れネット |

### 過去のネット局
- 北海道・北海道テレビ：2017年4月4日より火曜 0:15 - 0:45（月曜深夜）に同時ネットで放送していたが、同年9月26日をもって打ち切り。
- 近畿広域圏・朝日放送：2017年4月10日より月曜 0:58 - 1:28（日曜深夜、第2回まで）→月曜 0:40 - 1:10（日曜深夜）に遅れネットで放送していたが、同年8月28日をもって打ち切り。
- 香川県/岡山県・瀬戸内海放送：2017年4月18日より火曜 0:20 - 0:50（月曜深夜）に遅れネットで放送していたが、同年12月26日をもって打ち切り。

## スタッフ
•＝住んでみた以降加入
- 企画：奥川晃弘
- 構成：鈴木おさむ、樋口卓治•、秋葉高彰、野口悠介、清山智之
- TM：高田格•
- TD：石渡剛（カメラ担当回あり）、平間隆啓（※、一時離脱→復帰）
- カメラ：吉武佑祐•、保坂健一•、青山和広•
- 音声：猪俣晃、藤本樹恒•
- VE：渡部彪、高橋秀文（※、一時離脱→復帰）
- 照明：根岸祥子•
- 美術：小山晃弘
- デザイン：豊田裕基
- 美術進行：柴田岳（tv asahi create）
- 大道具：植村幸平
- 小道具：石井琢也
- モニター：下園拓也
- 衣装：井町菜々
- メイク：川口カツラ店
- EED：辻泰治
- MA：岡崎穣
- 音効：矢部公英
- TK：高橋由佳
- 編成：小鴨翔
- 宣伝：西田沙希•
- デスク：稲月彰子
- コンテンツビジネス：里見諒
- web製作：メディプレ
- 協力：東京オフラインセンター
- リサーチ協力：トロリー•
- 制作協力：ViViA
- 制作スタッフ：福田真琴、横山美生、天野雄太、立川大希、細田翔太郎、横山美生、小名大輝（天野～小名→•）
- ディレクター：岡本健吾、山本結城、今井伸弥、藤尾圭祐、吹田雅信、渡井祐貴、荻原正雄（岡本・今井・荻原→•）
- チーフディレクター：辻智博（•以前はディレクター）
- AP：逆井かおり、加藤朗紀子•
- プロデューサー：船引貴史、木津優（木津→•以前はチーフディレクター）、北村麻美、澤田晋•
- ゼネラルプロデューサー：樋口圭介
- 制作著作：テレビ朝日

### 過去のスタッフ
- 構成：小杉四駆郎（パイロット版のみ）
- TM：長谷川正和（2017年9月まで→以降の者※で表示）
- カメラ：西村佳晃（パイロット版のみ）、蝦名岳文（※）
- 照明：小倉康裕
- 電飾：高橋友之（※）
- EED：岩品博之（パイロット版のみ）、佐々木智司（※）
- 編成：冨澤有人
- 宣伝：残間理央、醍醐彩乃（醍醐→※）
- AP：菊地裕衣子、前原知佳（2人共→※）

## 関連番組
- 爆笑問題の検索ちゃん - 太田司会で、インターネット検索を活用。
- お願い!ランキング
- お坊さんバラエティ ぶっちゃけ寺 - 爆笑問題にとっての前身番組。
- 爆笑オンエアバトル（NHK） - 当番組のレギュラー版は、オンエア芸人システムを太田の独断に変更し、ネタの種類を動画に。